# Iglesia de Sant'Andrea (Bra)
La iglesia de Sant'Andrea es la iglesia parroquial de Bra, en la provincia de Cuneo y archidiócesis de Turín. El edificio, de estilo barroco, fue construido según un diseño de Gian Lorenzo Bernini bajo la dirección de Guarino Guarini.

## Historia
La primera piedra se puso en septiembre de 1672 y la construcción finalizó en 1687, aunque faltaban la cúpula y el remate de la fachada. Es grandiosa y su construcción fue posible gracias a muchos ciudadanos que, además de donaciones monetarias, pusieron a disposición días de trabajo. Originalmente estaba dedicada al Corpus Domini, sólo en 1816 se convirtió en la sede de la parroquia de S. Andrea Apostolo, que fue trasladada aquí cuando la antigua iglesia, que se encontraba en la parte superior de la colina, fue declarada insegura y por lo tanto demolido. El párroco toma el nombre de Prior.

## Arquitectura y obras
Tiene planta de tres naves y capillas profundas con una viva fachada barroca y en su interior es muy valioso el altar de San Sebastiano, copatrono de Bra, encargado por el Municipio y ejecutado en 1760 por Giuseppe Antonio Barelli. Precisamente sobre este altar se levanta un gran óvalo con el Martirio de San Andrés, de Claudio Francesco Beaumont, pintor de la corte de Saboya: es la pieza de pintura del siglo XVIII más bella de la ciudad.
También en la capilla que alberga el altar de San Sebastiano se encuentran dos lienzos que representan a San Rocco y Santa Vittoria y son obra de Pietro Paolo Operti. En el lado opuesto hay un gran óvalo de Pietro Morgari y en el altar de la Virgen del Rosario un cuadro de Giovanni Claret que representa a la Virgen y el Niño.
En la Sacristía, construida hacia 1860, se conserva un gran lienzo que representa la Batalla de Lepanto, también de Claret.
Otras obras presentes son el Martirio de San Sebastián de Claudio Francesco Beaumont y otras obras menores de Roasio di Mondovì y Davide Caland.